# 安東尼奧安特縣
0°19′N 78°13′W / 0.317°N 78.217°W
安東尼奧安特縣（西班牙語：Cantón Antonio Ante），是厄瓜多爾的縣份，位於該國北部，由因巴布拉省負責管轄，首府設於阿通塔基，面積81平方公里，2001年人口36,053，人口密度每平方公里445.1人。